# ビジュ・ジャナタ・ダル
ビジュ・ジャナタ・ダル（英語：Biju Janata Dal、略称：BJD）は、インドの政党で、オリッサ州の地域政党。
1997年にジャナタ・ダルのローク・サバー（インド下院）議員ナヴィーン・パトナーヤク（2000年から2024年までオリッサ州首相）が離党して結成。インド人民党主導の国民民主同盟に加わり、連邦・オリッサ州の双方で連立政権を構成し与党となった。
2009年のローク・サバー総選挙ではこれまでの親・インド人民党路線から転換、第三戦線に加わり、オリッサ州内で14議席を獲得し善戦した。また同時に行われたオリッサ州議会議員選挙でも過半数の議席を確保し、ナヴィーン・パトナーヤクは州首相に留任した。